# Douglas R. Harper
Douglas R. Harper, född 28 juli 1960 i Philadelphia, är en amerikansk historiker och skaparen av Online Etymology Dictionary.